# Tost Barna
Tost Barnabás (Zboró, 1876. szeptember 23. – Hejce, 1951. július 10.) felsőházi tag, pápai prelátus, Kassa választott plébánosa.

## Élete
Tost Lászlónak, Kassa alpolgármesterének testvére, Tost Gyula repülő alezredes, szárnysegéd nagybátyja.
Középiskoláit Kassán, a teológiát Budapesten végezte. Pappá szentelését követően Tótsóváron, majd Sátoraljaújhelyen működött. Fischer-Colbrie Ágoston püspök titkára és a kassai székesegyház kanonokja lett, illetve 1918–1945 között a város plébánosa volt. 
Az államfordulat után a Csehszlovákiában működő Országos Keresztényszocialista Párt egyik szervezője, a párt kassai szervezetének elnöke, az országos pártvezetőség tagja, 1927–1932 között Kassa alpolgármestere volt. Az Egyesült Magyar Párt kassai szervezetének is elnöke maradt.
Az első bécsi döntést követően az Országos Revíziós Liga alelnökévé választották, és a magyar Országgyűlés felsőházának örökös tagjává nevezték ki. A Petőfi Társaság tagja volt.
A kassai magyarok közül elsőkként 1945. február 26-án[forrás?] Madarász István kassai püspökkel kiutasították őket. A püspök a székhelyét Hejcére, a püspöki nyaralóba helyezte át, és a kiutasított papoknak új lelkészségeket szervezett. A magyar hatóságok szintén Hejcére internálták.
1948. augusztus 12-től a kassai egyházmegye magyarországi részének káptalani helynöke, a rozsnyói egyházmegye magyarországi részének apostoli kormányzója. Ő hozta létre a kassai egyházmegye hejcei szemináriumát, melyet 1950-ben adtak át a mennybe fölvett Szűz Anya oltalmába ajánlva. Megyaszón új templomot építtetett, két egyházmegyéjében 15 templomot állíttatott helyre.

## Művei
- 1920? Építsünk fogadalmi templomot Fischer Colbrie kassai püspök emlékére! Emlékbeszéd. Pozsony. Katolikus Lelkipásztor

Kassán 1922–1940 között a Kassai Katholikus Egyházi Tudósító kiadója, 1922–1929 között felelős szerkesztője.[forrás?] 1930–1938 között ugyanennek szlovák változatát, a Košické Kat. Cirkevné Zprávyt is megjelentette.